# Petrusstab

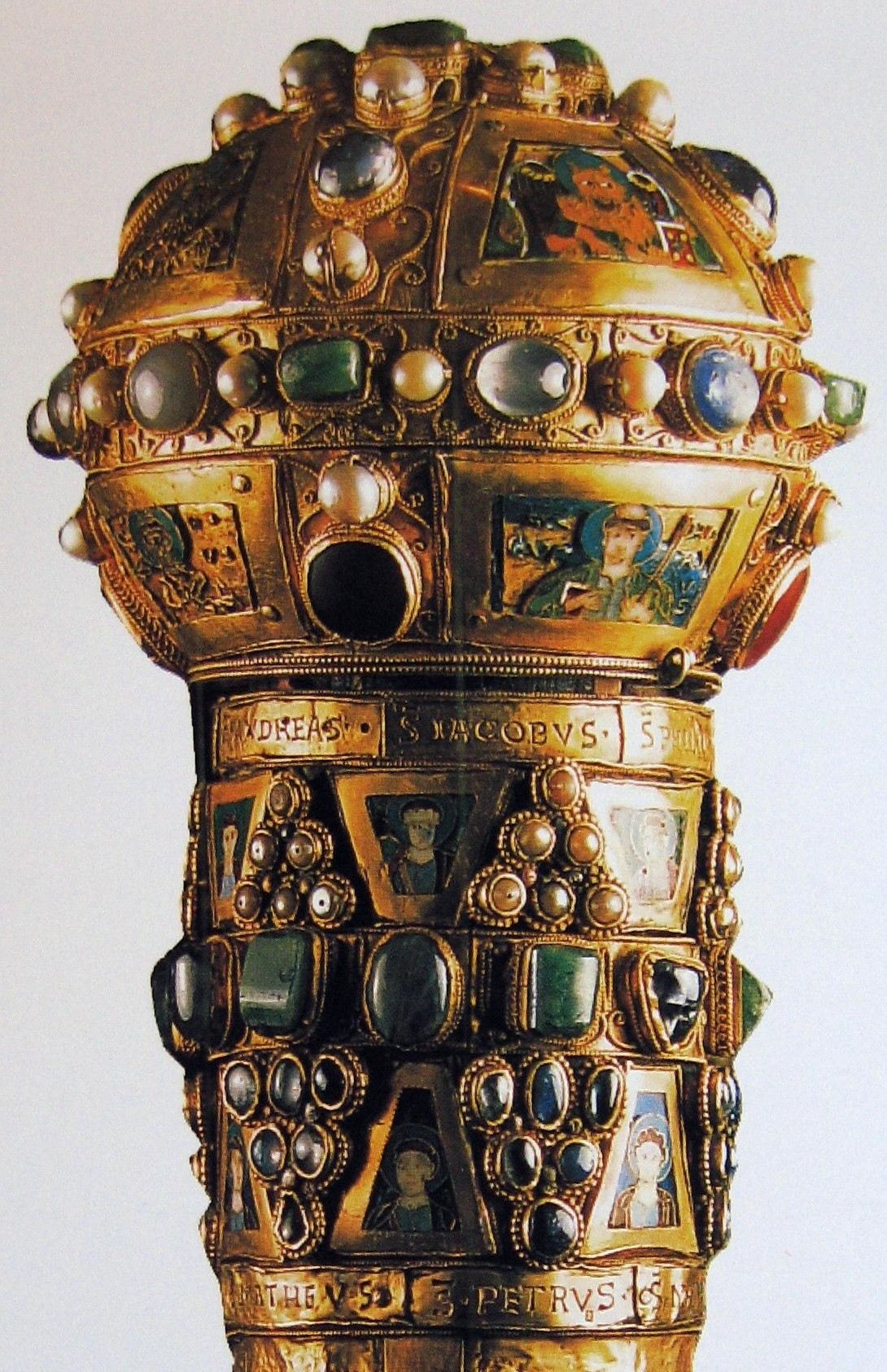
Der Knauf des Petrusstabes

Der Petrusstab ist eine Reliquie, Teil des Stabes des Apostels Petrus, der im 10. Jahrhundert zwischen den Bistümern Köln und Trier geteilt wurde. Die Bezeichnung wird auch auf den zugehörigen Reliquienbehälter angewandt. Ein Teil der Reliquie und ihr ottonisches Reliquiar gehören heute zum Bestand des Diözesanmuseums Limburg. Das Reliquiar wurde um 980 in der Werkstatt des Trierer Bischofs Egbert gefertigt und ist eines der wichtigsten Werke ottonischer Goldschmiedekunst.

## Geschichte
Der Legende nach sandte der Apostel Petrus seine Schüler Eucharius, Valerius und Maternus nach Gallien, um dort zu missionieren. Maternus verstarb, und seine Gefährten kehrten nach Rom zurück. Petrus übergab ihnen dort seinen Stab, durch dessen Macht Maternus ins Leben zurückgeholt werden konnte. Eucharius und Valerius wurden die ersten Bischöfe in Trier, Maternus wurde schließlich erster Bischof von Köln, so dass der Stab als wichtige Reliquie für beide Bistümer galt. Nach der Inschrift auf dem Reliquiar wurde der Stab aufgrund der Einfälle der Hunnen nach Metz gebracht. Der Kölner Erzbischof Brun (953–965) forderte den Stab schließlich für den Kölner Petrus-Dom zurück, wahrscheinlich erhielt er ihn 953 von Adalbero von Metz. Gegen 980 gelang es dann Bischof Egbert von Trier, seinem Kölner Amtsbruder Warin die älteren Ansprüche Triers am Stab deutlich zu machen und einen Teil des Stabes zu erhalten. Für diesen Teil ließ Egbert dann um das Jahr 980 das Reliquiar anfertigen.
Als im Zuge des Ersten Koalitionskriegs die französische Armee ab 1792 bis an den Rhein vorrückte, fiel das linke Rheinufer schließlich mit dem Frieden von Campo Formio an Frankreich. Die kurtrierische Verwaltung flüchtete auf das rechte Rheinufer. Hier gelangte der Petrusstab im Zuge der Säkularisierung 1802/03 an Fürst Karl Wilhelm von Nassau-Usingen. Dessen Erbe, Herzog Wilhelm I. von Nassau, schenkte Reliquie und Reliquiar nach dessen Gründung 1821 seinem neuen Landesbistum.

## Reliquie
Die Reliquie selbst ist ein hölzerner Stab. Es handelt sich vermutlich um einen spätantiken Konsularstab. Vom Trierer Stück ließ sich Kaiser Karl IV. 1354 als Gegenleistung für seine Mitwirkung an der Bestellung eines neuen Trierer Erzbischofs ein 19 cm langes Stück absägen. Dieses Segment befindet sich heute im Prager Domschatz.

## Reliquiar

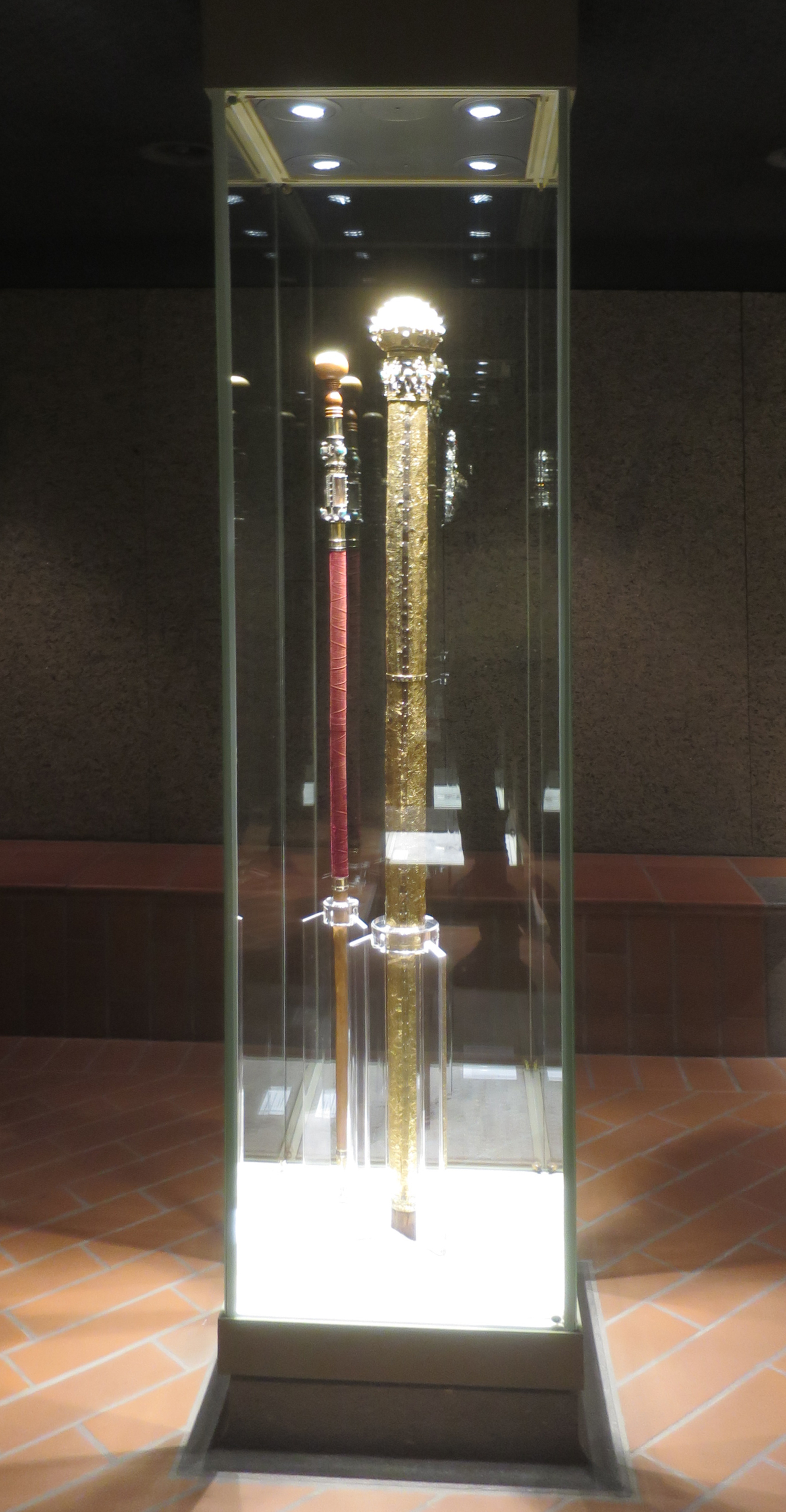
Präsentation im Diözesanmuseum Limburg: Links die Reliquie, rechts das ottonische Reliquiar

### Beschreibung
Das Reliquiar hat die Form eines Langzepters mit Kugelknauf und langem Schaft. Insgesamt ist es 174,5 cm lang, der Stab hat einen Durchmesser von 8,5 cm, der Durchmesser des Knaufs beträgt 10,5 cm. Der Knauf wird durch ein horizontales, mit Steinen und Filigran verziertes Band und zwei vertikale Bänder in acht Felder geteilt. In den Feldern befinden sich oben Emails mit den Symbolen der vier Evangelisten, darunter Emails mit den Brustbildern der Heiligen Petrus, Eucharius, Valerius und Maternus. Unterhalb des Knaufes befinden sich ein Inschriftenstreifen mit Apostelnamen, darunter ein Band mit trapezförmigen Feldern, das abwechselnd mit Halbfiguren der Aposteln in Email und Filigranfeldern mit in Dreiecken angeordneten Edelsteinen gefüllt ist. Unter diesen Feldern befindet sich ein Band mit großen, mugeligen Steinen, unter diesem ein weiteres Band mit trapezförmigen Emails mit den Brustbildern der übrigen sechs Apostel, die mit in Dreiecken gesetzten Edelsteinen wechseln. Unter diesem Band befindet sich ein weiteres Inschriftenband mit den übrigen Apostelnamen. Über die gesamte Länge der Kapsel des Stabes zieht sich ein silbervergoldeter Streifen mit einer in Niello ausgeführten Inschrift, die die Geschichte des Stabes berichtet und damit endet, dass Egbert 980 in diese Hülle ein Stück des zwischen Köln und Trier geteilten Petrus-Stabes einlegen ließ. Unter den beiden Bändern mit den Aposteln befinden sich noch zwei vertikale Bänder mit jeweils zehn getriebenen Darstellungen von Päpsten, beginnend mit Clemens, abschließend mit dem bei Entstehung des Stabes amtierenden Benedikt VII., und Trierer Bischöfen, beginnend mit Agritius und endend mit Egbert selbst.

### Die Schmuckelemente
Die Dreiecke aus Perlen und Saphiren unterhalb des Knaufs sind Elemente eines spätantiken Halskragens, die am Petrusstab wiederverwendet wurden. Die Wiederverwendung erzwang die Trapezform der Apostelemails, die originär für den Stab gefertigt wurden. Ebenso wurden die Emails des Knaufes originär für den Stab gefertigt, da sie auf gebogenen Trägern aufliegen, die der Krümmung des Knaufes angepasst sind.
Von den Emails des Petrusstabes sind vier durch Nachbildungen ersetzt worden, nämlich die am Knauf angebrachten Maternus und Eucharius sowie der Markuslöwe und der Engel des Johannes, da die Originale weitgehend ihre Glasfüllung verloren hatten. Am Hals des Stabes fehlt das Email mit dem Apostel Petrus, das den Apostel Philippus zeigende Email ist stark verdrückt. Alle Emails des Stabes sind als Vollschmelze gearbeitet, wobei ein breiter Goldrand die emaillierten Flächen umgibt. Bei den Apostelbüsten ist der Rand von einer umlaufenden Punktierung umgeben, die als ein Charakteristikum der Egbert-Werkstatt gilt und beispielsweise auch bei den Emails des Essener Otto-Mathilden-Kreuzes vorkommt. Bei den Apostelbüsten ist auffällig, dass keines der Apostelbilder einem anderen gleicht, da Blickrichtung, Kleidung und Frisuren variieren. Der Emailleur benutzte möglicherweise Vorlagen aus der Buchmalerei, die ebenfalls unter Egbert in Trier betrieben wurde, oder gemeinsame Vorlagen. Motivische Ähnlichkeiten bestehen besonders zu einem aus Trier stammenden Sakramentar in Paris (Bibliothèque nationale de France, lat. 10501), das nach 984 datiert wird und an dessen Buchschmuck der Gregormeister beteiligt war.

### Verwendung des Reliquiars
Der Petrus-Stab diente als Herrschaftszeichen der Trierer Erzbischöfe, auch wenn es wegen seines Umfangs kaum von einer Hand umfasst werden kann. Der Stab wurde den Bischöfen voraus- oder entgegengetragen, ein bildlicher Beleg dafür existiert in der Bildchronik des Balduin von Luxemburg. Heute befindet sich der Stab im Limburger Domschatz. Der Petrusstab wird bis heute bei der Amtseinführung neuer Bischöfe von Limburg dem neuen Amtsträger symbolisch überreicht. Aus konservatorischen Gründen wurde 1953 für die Reliquie eine neue Hülle geschaffen, das ottonische Reliquiar ist seitdem leer und museales Objekt.

## Rechts- und kunstgeschichtliche Einordnung
Das Erzbistum Trier beanspruchte etwa seit Mitte des 10. Jahrhunderts, in den Synoden der Bischöfe Galliens und Germaniens den Vorsitz und begründete das damit, dass Petrus die drei ersten Trierer Bischöfe Eucharius, Valerius und Maternus ausgesandt und ihnen seinen Hirtenstab übergeben habe. Vor Egberts Amtsantritt war in Trier die erste Euchariusvita niedergeschrieben worden, die dieses Recht ebenfalls betonte, ferner berief man sich auf das „Sylvesterdiplom“, ein vor dem Jahr 969 in Trier verfasstes angebliches Reskript einer Urkunde des Papstes Silvester I. Aufgrund dieser Umstände hatte Kaiser Otto II. gegenüber Erzbischof Dietrich 973 Trier als die Metropole von ganz Gallien und Germanien und den Erzbischof als vicarius des Papstes bezeichnet, was von den Päpsten Benedikt VI. (972–974) und Benedikt VII. (974–983) erneuert wurde. Diese Trierer Ansprüche in „Galliam Germaniamque“ standen im Konflikt mit denen des Mainzer Primas, der sie in „tota Germania et Gallia“ ausübte, aber nur als Person und nicht kraft seines Amtes. Die Trierer Führungsansprüche wurden zwar bis in das 11. Jahrhundert weitergeführt, die erhaltenen Privilegien waren aber letztendlich reine Ehrentitel.
Der Petrusstab entstand quasi als Rechtsdenkmal. Er diente auch im Streit zwischen Trier und Köln um das Vorrecht der apostolischen Begründung und Nachfolge, um den Trierer Anspruch, das älteste Bistum im Reich zu sein, zu unterstreichen. Der Aufbau des Stabes entspricht dem einer zweizonigen Apsis: Der Edelstein oben auf dem Knauf, der die Majestas Domini symbolisiert, folgen die Evangelisten, dann Petrus und seine drei Schüler, die das Bistum Trier begründeten, die Apostel und schließlich die Päpste, denen die Trierer Bischöfe gleichrangig gegenüberstehen. Durch die Anlehnung an die Architektur erscheint der Stab zugleich als Allusion des Himmlischen Jerusalems. Dieses theologisch-politische Programm tragen die Emails, die am Stab in Hierarchie der Materialien hinter den verwendeten Spolien zurückstehen, zusammen mit der Inschrift. Handwerklich arbeitete die Egbert-Werkstatt 980, drei Jahre nach Egberts Amtsantritt, bereits präzise und beherrschte den Vollschmelz perfekt. Die Emails des Stabes sind zwar die ersten Emails, die der Egbert-Werkstatt zugeschrieben werden, aufgrund der Qualität der Emails und der technischen Schwierigkeit, gewölbte Emails wie die am Knauf des Stabes herzustellen, muss der ausführende Emailleur bereits erfahren gewesen sein. Entweder bestand vor Egbert bereits eine Emailwerkstatt in Trier, oder Egbert warb seine Werkstatt an einem anderen, unbekannten Ort ab. Der Petrusstab gilt zeitlich als das erste der drei erhaltenen Hauptwerke der Egbert-Werkstatt, ihm folgte der Andreas-Tragaltar und schließlich der Buchdeckel des Codex aureus Epternacensis.